# Саркісов Роберт Газарович
Роберт Газарович Саркісов (нар. 31 січня 1941, Баку, Азербайджанська РСР — пом. 24 травня 2005, Хмельницький, Україна) — радянський футболіст вірменського походження, згодом — радянський та український тренер, виступав на позиції нападника.

## Кар'єра гравця
Вихованець футбольного гуртка Товариства імені Будьонного в Баку, перший тренер — С. Жаріков. У 1959 році розпочав футбольну кар'єру в резервній команді бакинського «Нефтовика». У 1960 році став гравцем «Поділля» (Кам'янець-Подільський), до складу якого Роберта ще в Баку запросив тренер Юрій Аванесов. Проте вже влітку того ж року прийняв запрошення від хмельницького «Динамо». Влітку 1970 року перейов до сімферопольської «Таврії». Зігравши 2 матчі, повернуся в Хмельницький, де й завершив кар'єру гравця.
По завершенні кар'єри гравця розпочав тренерську діяльність. У 1972—1982 роках працював у тренерському штабі хмельницького [Поділля (Хмельницький)|«Поділля»]], яке протягом цього часу мало також назву «Динамо» та «Хвиля». У клубі займав посади технічного директора та асистента головного тренера. 23 квітня 1976 року очолив хмельницький клуб, яким керував до липня 1978 року. У весняній частині сезону 1993/94 років очолював житомирський «Хімік».
Помер 24 траввня 2004 року в Хмельницькому у віці 64 роки. Похований у Єревані.

## Досягнення

### Як гравця
«Динамо» (Хмельницький)
- Чемпіонат УРСР
  -  Срібний призер (1): 1966

### Індивідуальні
- Найкращий бомбардир чемпіонату УРСР: 26 голів (1966)
- Рекордсмен хмельницького «Поділля» за кількістю забитих м'ячів: 110 голів